# Zhaojia, Wulong
Zhaojia (kinesiska: 赵家) är en socken i sydvästra Kina. Den ligger i stadsdistriktet Wulong i storstadsområdet Chongqing, omkring 100 kilometer öster om det centrala stadsdistriktet Yuzhong. Antalet invånare är 3 616. Befolkningen består av 1 721 kvinnor och 1 895 män. Barn under 15 år utgör 18,0 %, vuxna 15-64 år 64 %, och äldre över 65 år 17,0 %.